# Orectolobus japonicus
Orectolobus japonicus là một loài cá mập thảm trong họ Orectolobidae, được tìm thấy ở vùng nhiệt đới của tây Thái Bình Dương từ Nhật Bản đến bán đảo Triều Tiên đến Việt Nam và Philippines, giữa vĩ tuyến 43 bắc và 16 bắc. Loài này dài đến 1 m.